# Place du Panthéon
La place du Panthéon est une place du 5e arrondissement de Paris, s'étendant devant le Panthéon.
C'était l'une des rares places de Paris, avec la place Vendôme et la rue de la Paix, qu'elle traverse, à ne contenir aucune végétation, jusqu'à son réaménagement terminé en 2018. La place arbore désormais des arbres en pot.

## Situation et accès
Cette place est située entre la place Sainte-Geneviève et les rues Clotilde, Cujas, Soufflot, Clotaire, d'Ulm et Valette.

## Origine du nom
Elle est ainsi nommée car elle entoure le Panthéon.

## Historique
Cette place, conçue avec la rue Soufflot qui la prolonge par l'architecte du Panthéon et de l'école de droit Clément-Germain Soufflot, fut commencée vers 1770 sur les anciens jardins de l'abbaye Sainte-Geneviève, le clos aux Bourgeois  et à l'emplacement du collège de Lisieux dont les bâtiments achetés en 1758 furent démolis en 1762. La place et la rue Soufflot absorbèrent également l'ancienne rue de la Bretonnerie dont les maisons avoisinantes furent démolies (à l'exception de l'immeuble du 3 rue Soufflot).
Sous la Révolution française, les bâtiments de la faculté de droit sont transformés en mairie, jusqu'en 1805. Ils sont agrandis aux XIXe – XXe siècles.
L'ouverture de la rue Clotaire en 1832, la construction de la mairie du 5e arrondissement de 1844 à 1850 (son architecte, Hittorff, s'inspirant de la faculté de droit symétrique sur la place), la construction des immeubles des numéros 17 à 19 dans les années 1840 ont fixé la forme de son côté sud auparavant très irrégulier.
La place fut élargie dans sa partie au nord du Panthéon par la démolition, en 1844, des bâtiments de l'ancien collège de Montaigu, remplacés par la bibliothèque Sainte-Geneviève.
Elle s'appelait à l'origine « place Sainte-Geneviève », avant de prendre le nom de « place du Panthéon-Français » sous la Révolution.
En 1815, elle est renommée « place du Panthéon ».

La place du Panthéon sur des cartes anciennes
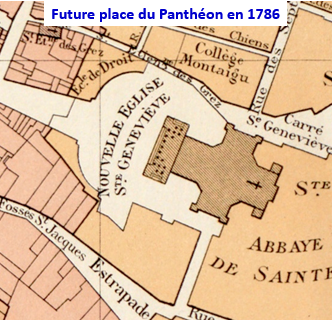
Place du Panthéon en 1786.
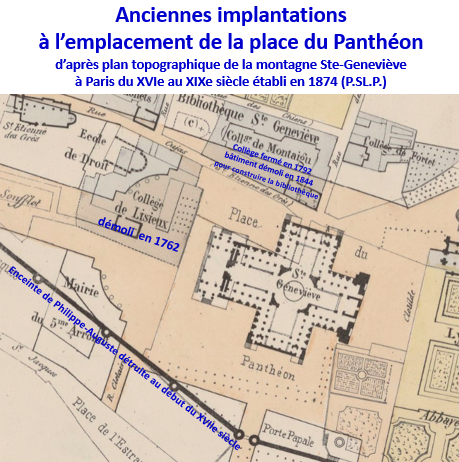
Emplacements des anciens bâtiments d'après d'anciennes cartes.
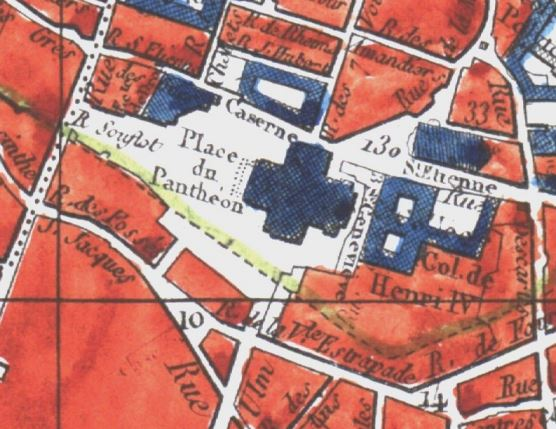
Place du Panthéon - plan de Paris d'Ambroise Tardieu - 1839.

La place du Panthéon vers 1900
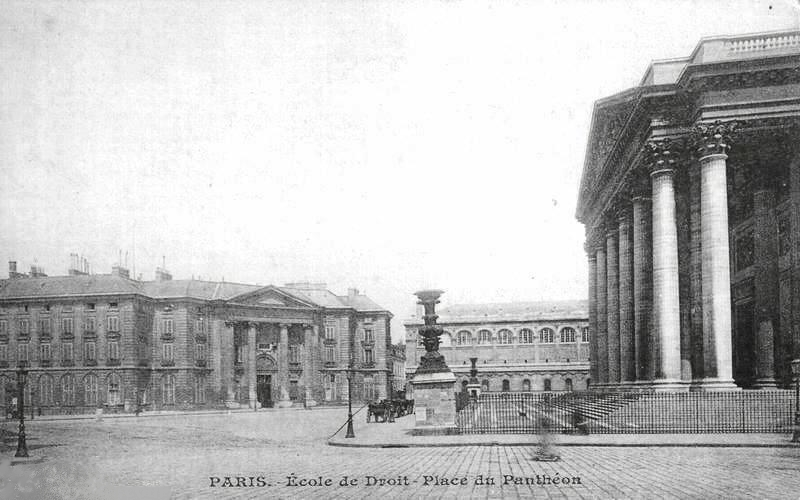
La place, côté nord-ouest, vers 1900. À droite, le Panthéon, à gauche, l'École de droit de Paris, et au fond, derrière le Panthéon, la bibliothèque Sainte-Geneviève.
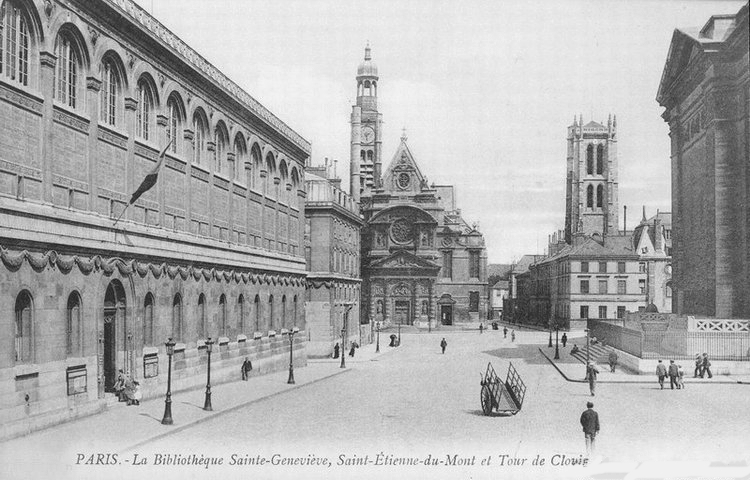
La place, côté nord-est, vers 1900. À droite, le Panthéon. À gauche, la bibliothèque Sainte-Geneviève. Au fond à droite, le lycée Henri-IV, et à gauche l'église Saint-Étienne-du-Mont.

## Réaménagement de la place
En 2015, est lancé un projet de réhabilitation de la place du Panthéon, qui s'inscrit dans le cadre plus vaste de l'action « Réinventons nos places ! ». Le principe est notamment de « proposer des espaces piétons plus aérés et plus agréables » et de « libérer la perspective autour du Panthéon ». L'idée initiale de piétonnisation complète est abandonnée en 2017. La maire du 5e arrondissement, Florence Berthout, fait prévaloir sa préférence pour une zone de rencontre pour l’ensemble de la place, avec une circulation limitée à 20 km/h. Elle déplore également la forte réduction du nombre de places de stationnement, dans un quartier qui en manque déjà. C'est en effet pas moins de 144 places qui disparaissent. Les travaux débutent à l'été 2018, et coûtent 1 million d'euros.
Par ailleurs, la maire de l'arrondissement blâme la « catastrophe esthétique » du réaménagement : des blocs de granit (300 places), six plateformes en bois et des tables de pique-nique sont en effet installées sur la place, à l'initiative du collectif féministe Les MonumentalEs, qui pour sa part prône l'idée de « dé-normer la ville ». Ces critiques s'insèrent dans le cadre plus large d'une contestation de la dégradation du mobilier urbain à l'échelle de la capitale sous la mandature d'Anne Hidalgo. La pétition lancée par la maire d'arrondissement recueille toutefois un nombre de signature limité et le mobilier en bois est apprécié par les usagers des établissements d'enseignement secondaire et supérieur ainsi que des bibliothèques à proximité. Pendant l'été 2019, 156 noms de femmes sont gravés sur ce mobilier urbain par une équipe menée par l'artiste Claire Courdavault, dans le cadre d'une démarche mémorielle sur la place des femmes,.

## Bâtiments remarquables et lieux de mémoire
- Panthéon
- Centre Panthéon (Paris I et Paris II)
- Bibliothèque Sainte-Geneviève
- Église Saint-Étienne-du-Mont
- Lycée Henri-IV
- Statues de Pierre Corneille (à gauche du monument) et de Jean-Jacques Rousseau (à droite).
- En 1906, la statue Le Penseur d'Auguste Rodin y est installée. Devenue un symbole de la démocratie et un lieu de rassemblement de syndicats, elle indispose les autorités. Finalement, en 1922, sous le Bloc national, elle est déplacée au musée Rodin[15].
- Du no 1 au no 9 : les immeubles sont construits à l’emplacement des réservoirs du Panthéon. Ils s’étendaient jusqu’à la rue de l'Estrapade[16].
- No 5 : immeuble Art déco construit par l’architecte Henri Belloc, signé en façade.
- No 6 : immeuble de 1927 construit par l'architecte Henri Delormel[17] ; le compositeur Maurice Duruflé et son épouse l'organiste Marie-Madeleine Chevalier y vécurent ; une plaque leur rend hommage. Il occupe, en partie, l’emplacement du grand cimetière de l’église Saint-Étienne-du-Mont[18].
- No 8 : bibliothèque littéraire Jacques-Doucet.
- No 13 : immeuble de style néogothique construit en 1898 par l’architecte Henri Tassu[19], signé en façade. Ancien siège de l'Institut hongrois de Paris. L'acteur, dialoguiste, scénariste et chansonnier Raymond Souplex est né à cette adresse en 1901[20].
- No 15 : immeuble de 1898 réalisé par l’architecte Henri Tassu, signé en façade ; Michel Butor place ici la résidence de Léon Delmont, héros fictif de son roman La Modification qui, publié en 1957 aux Éditions de Minuit, reçut le prix Renaudot la même année. En revanche, le peintre Henry de Waroquier y résida réellement.
- No 17 : Hôtel des Grands hommes, dans un immeuble du XVIIIe siècle. Y vécut, au printemps 1919, André Breton, le père du surréalisme. André Breton et Philippe Soupault y inventent l'écriture automatique et y rédigent le texte : Les Champs magnétiques. Une plaque commémorative rappelant cet évènement est fixée sur la façade de l'hôtel.
- No 21 : mairie du 5e arrondissement.

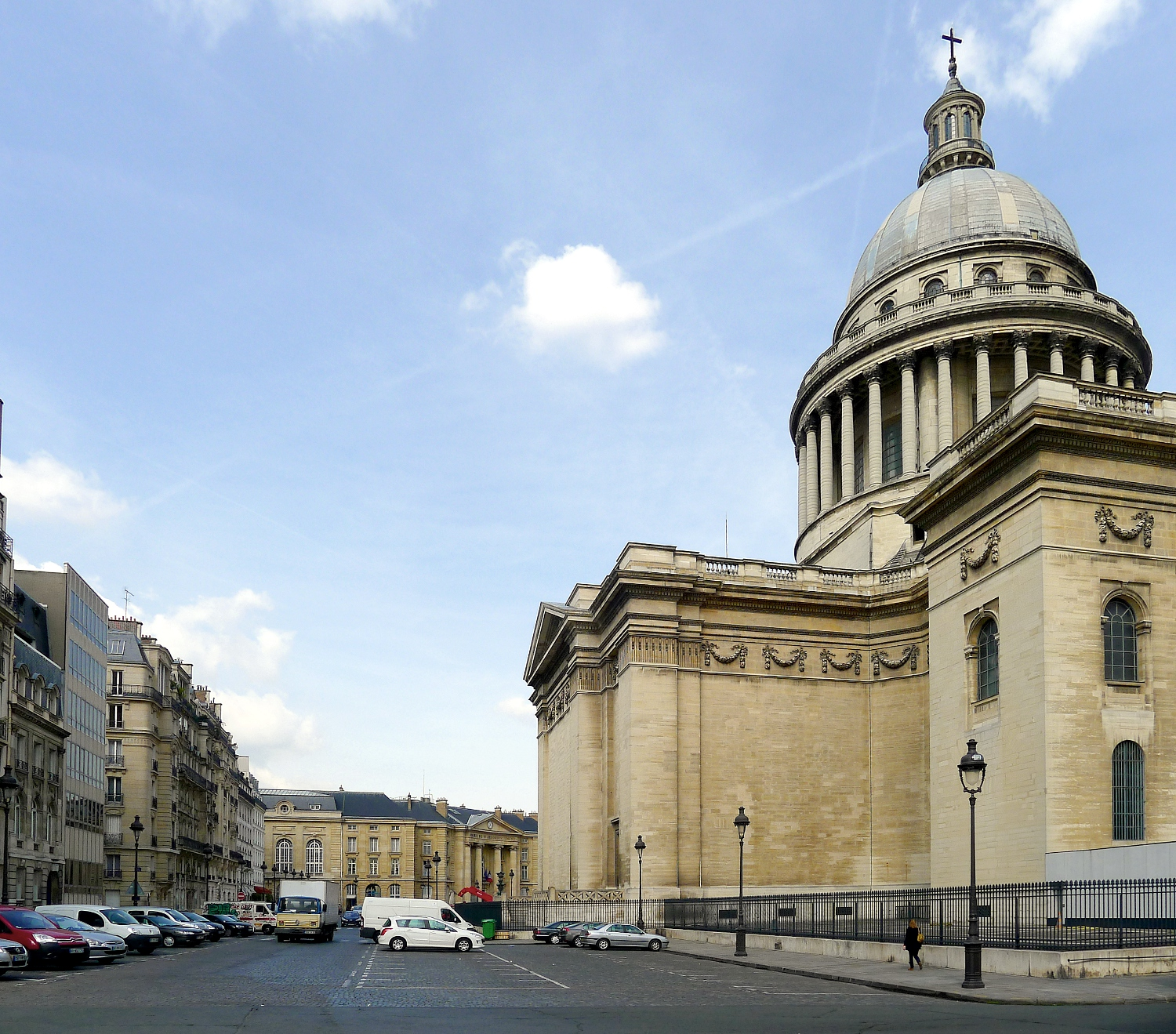
Côté sud de la place ; en arrière-plan, la mairie du 5e arrondissement.
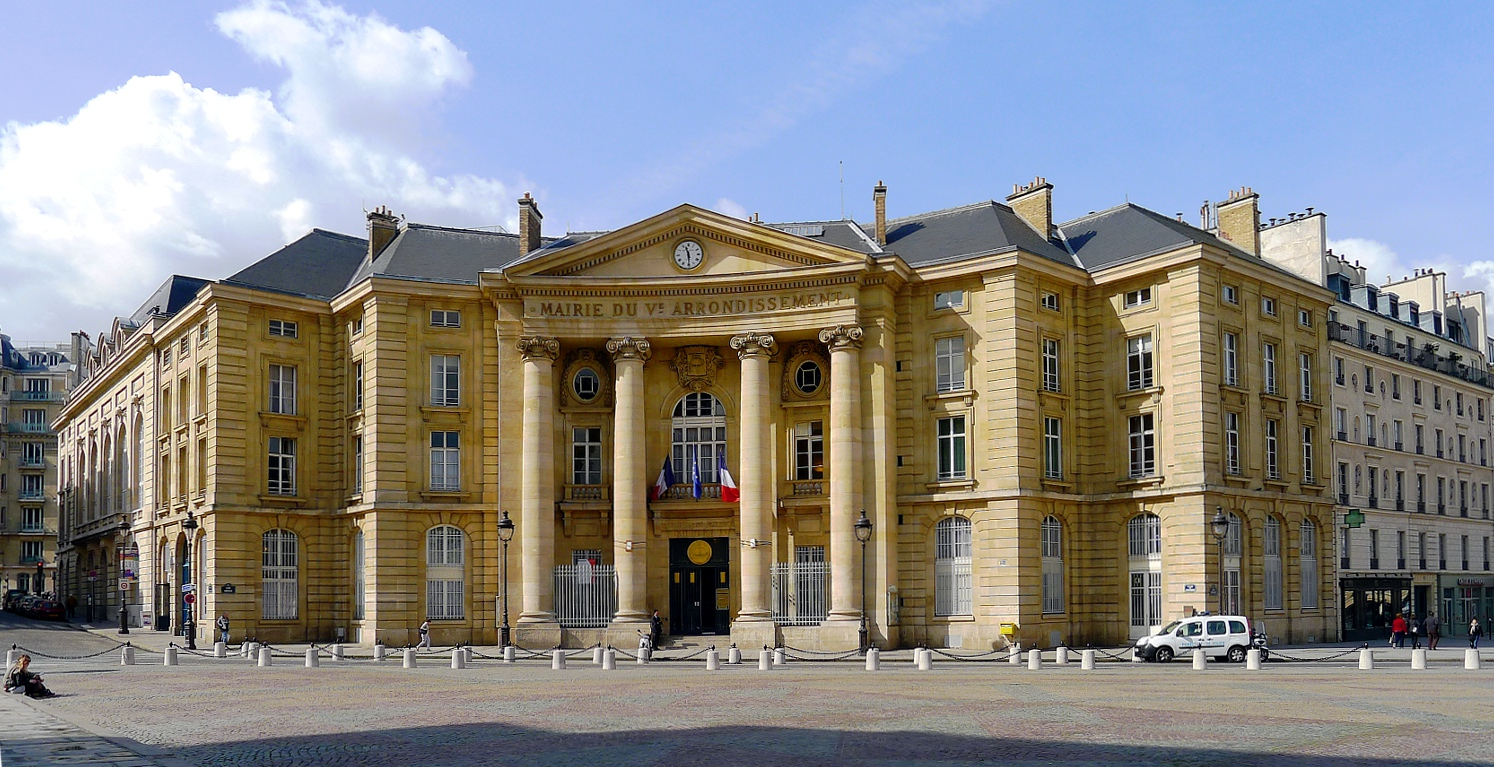
Mairie du 5e au sud-ouest de la place.
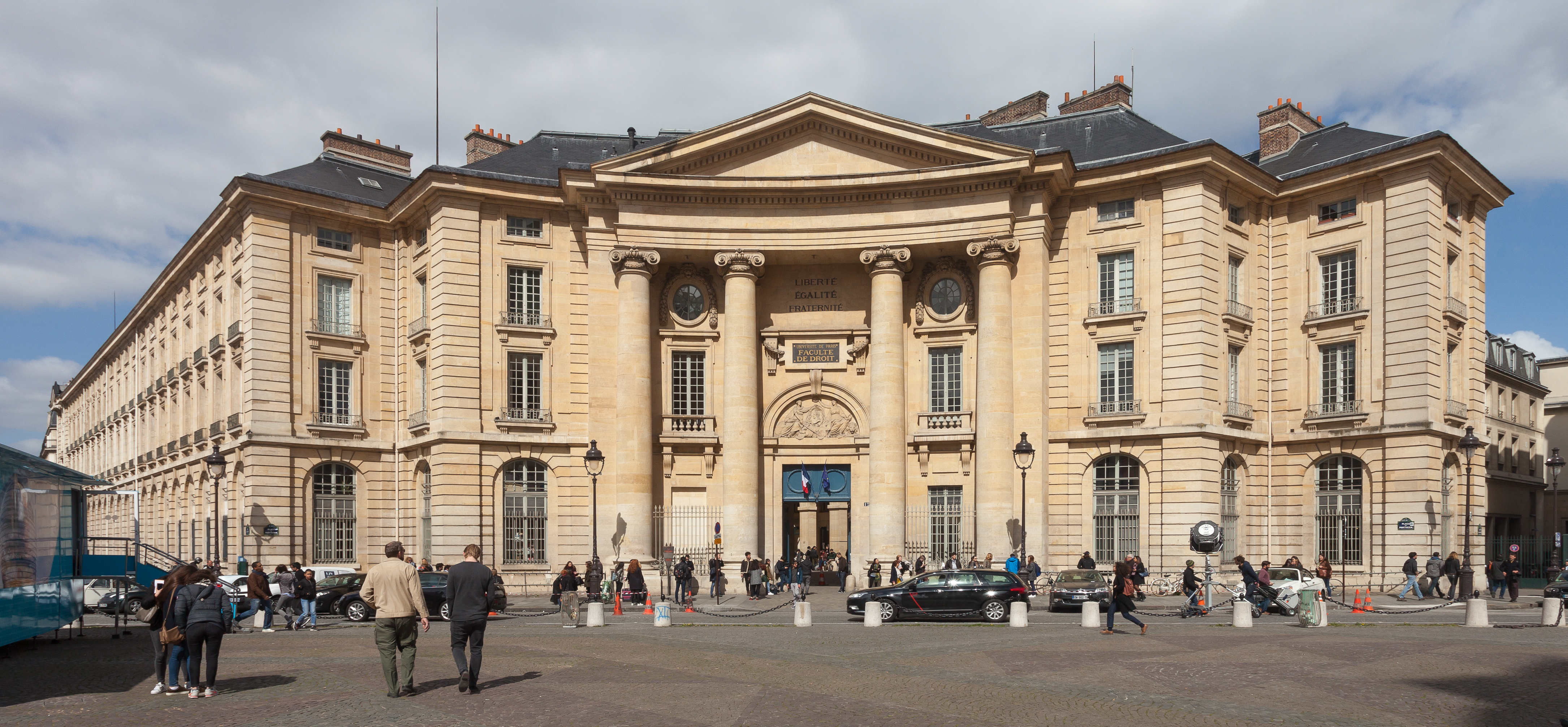
Université au sud-est.
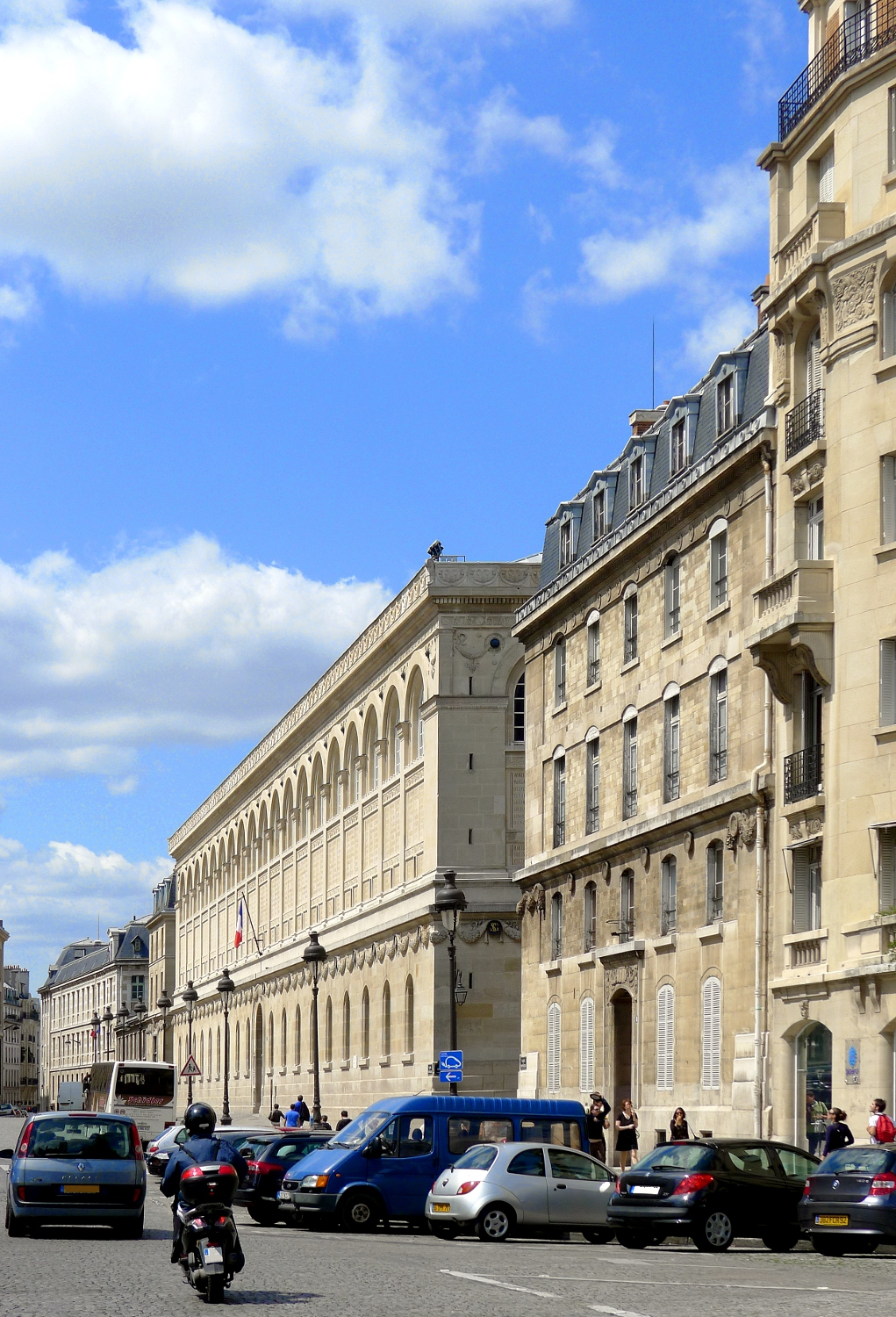
Côté nord, avec la bibliothèque Sainte-Geneviève.
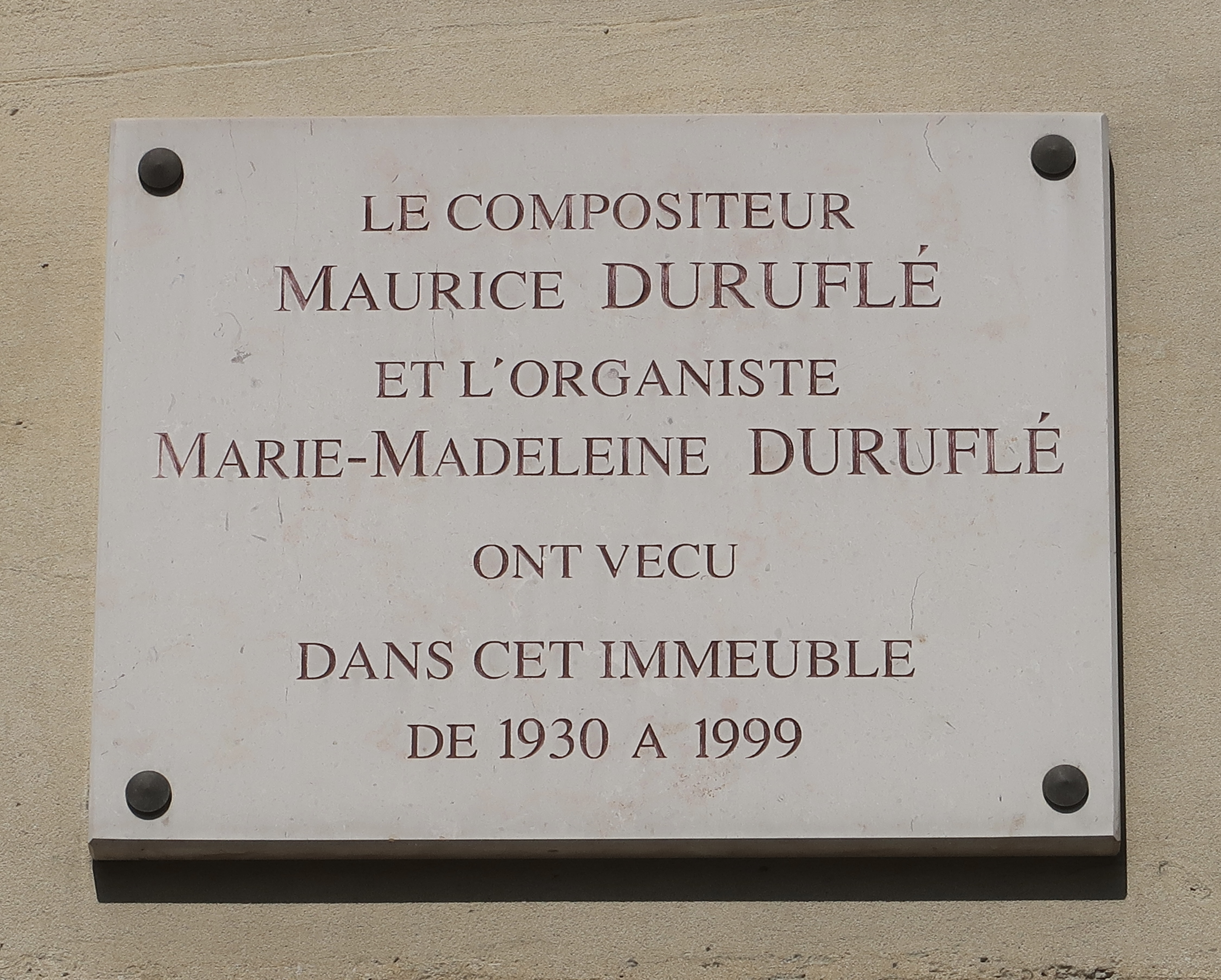
Plaque au no 6.
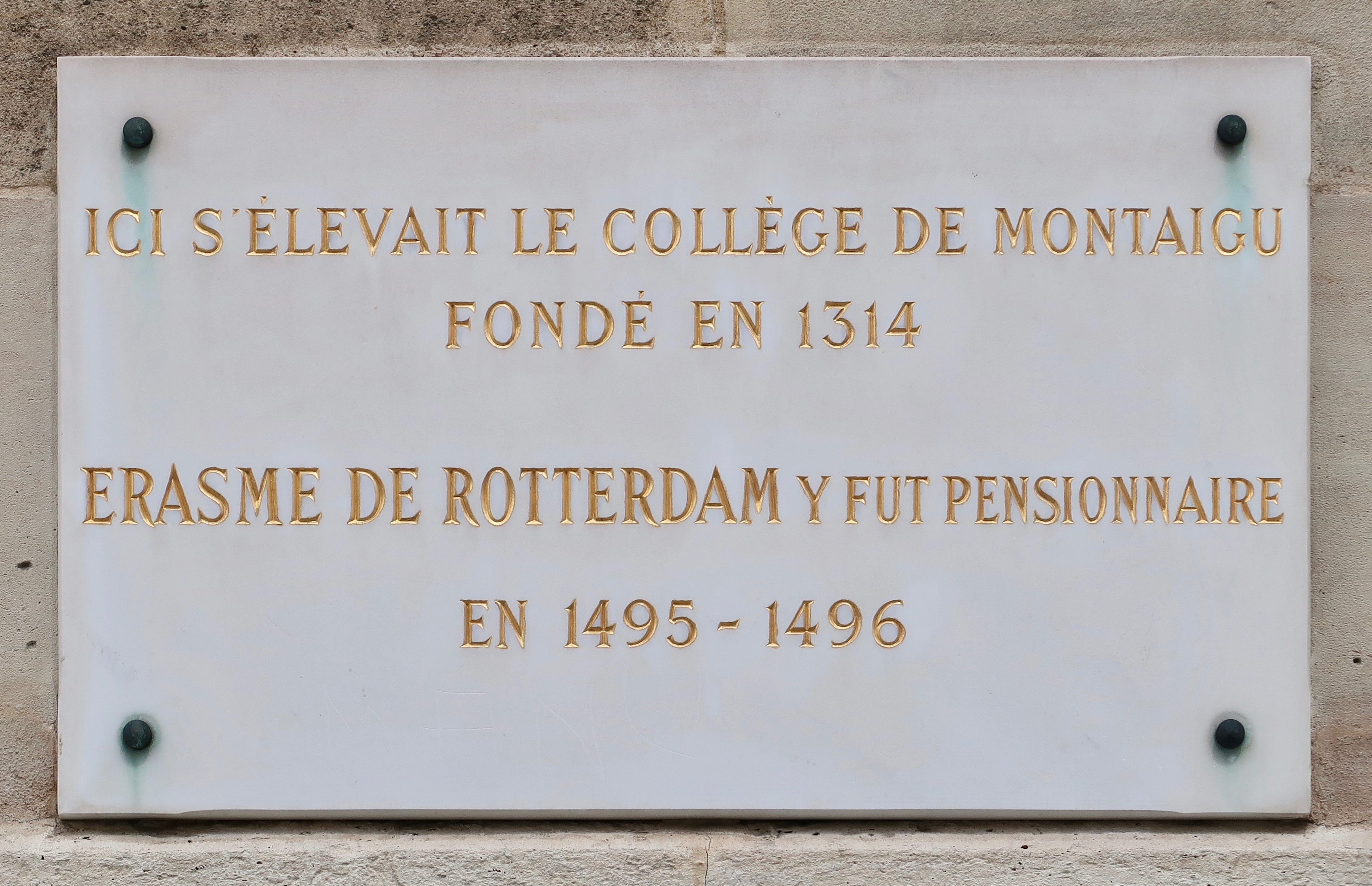
Plaque au no 10 en hommage au collège de Montaigu.
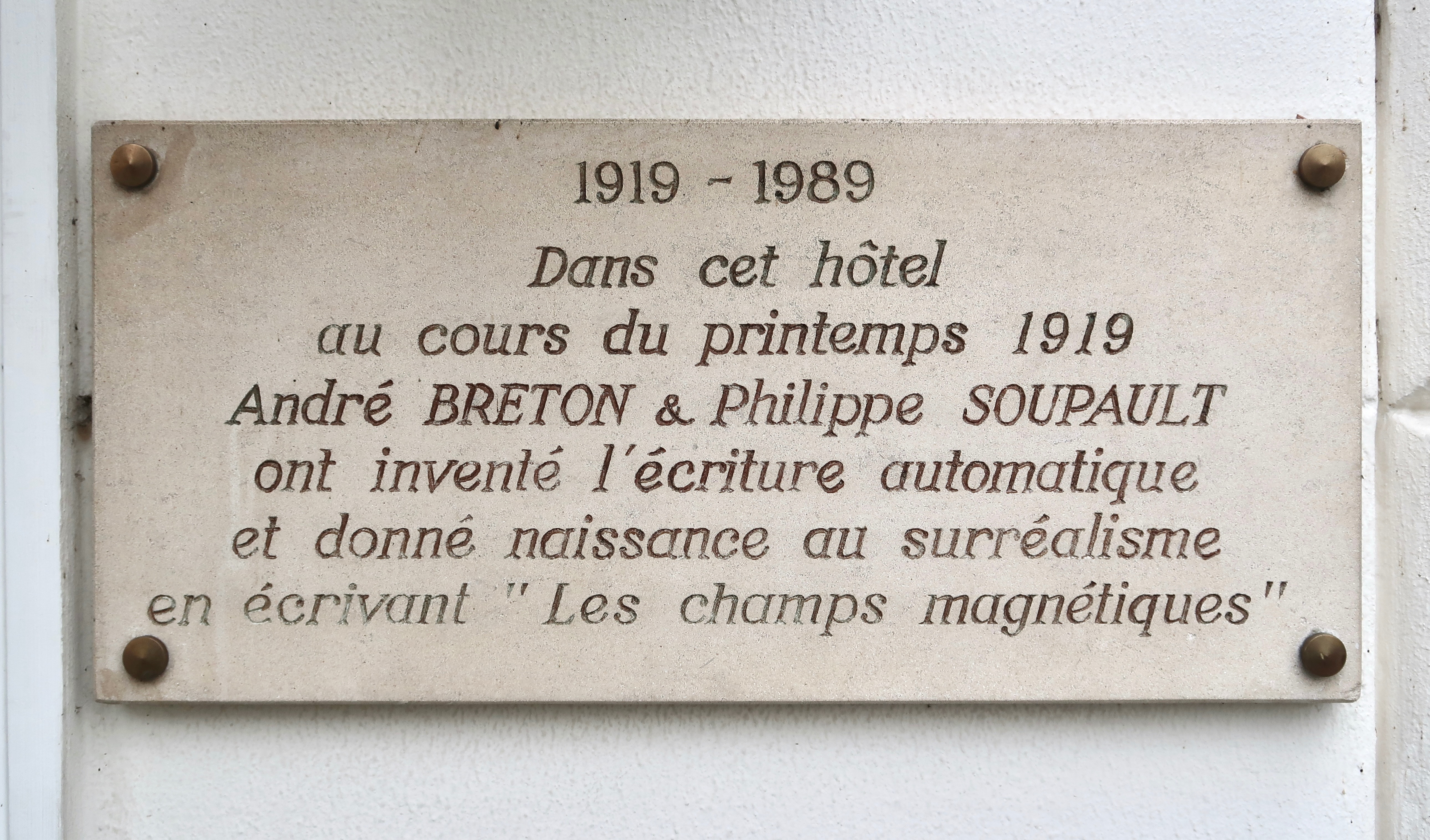
Plaque au no 17.
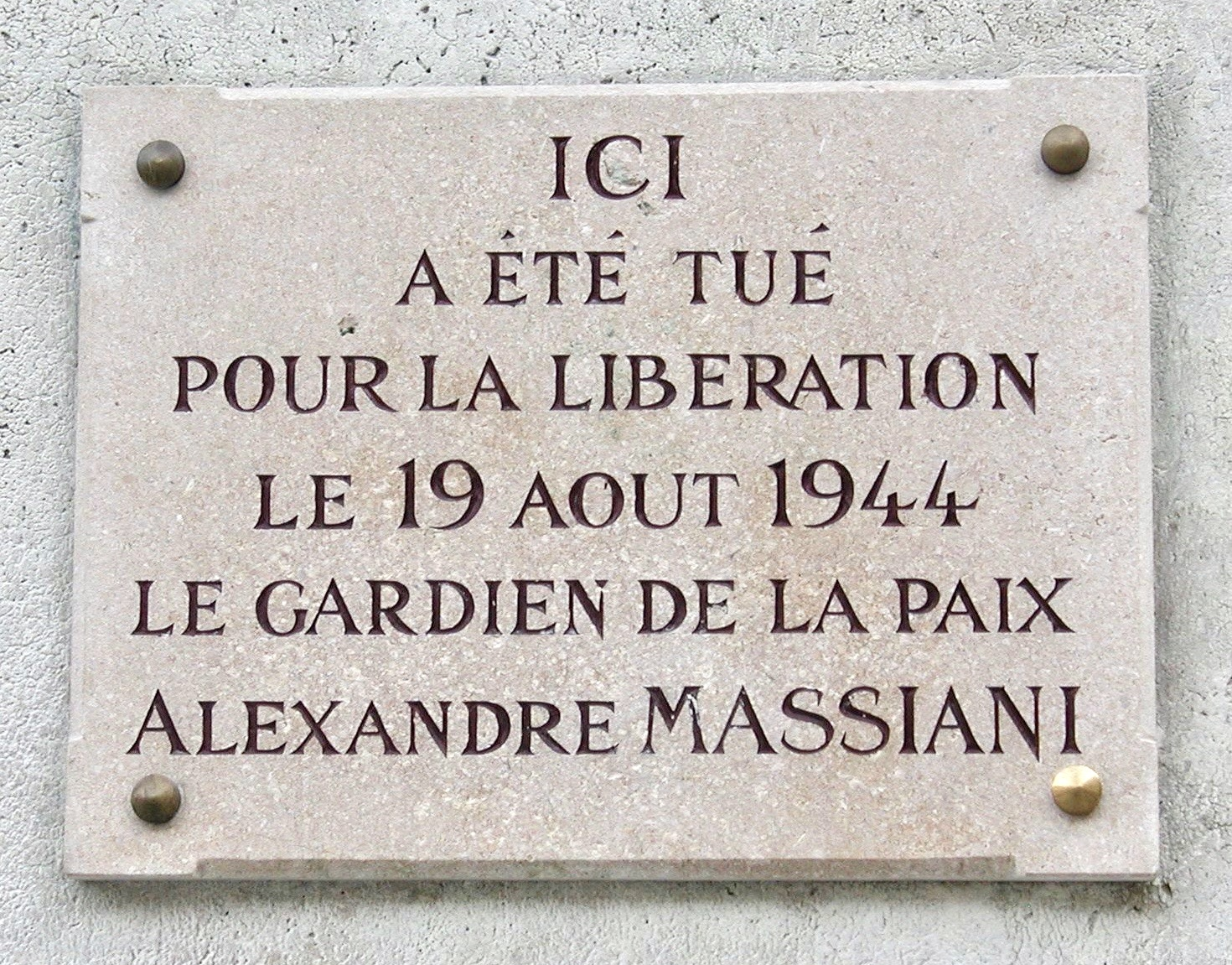
Plaque sur le côté latéral gauche du Panthéon, en mémoire d'Alexandre Massiani, mort pour la Libération de Paris.
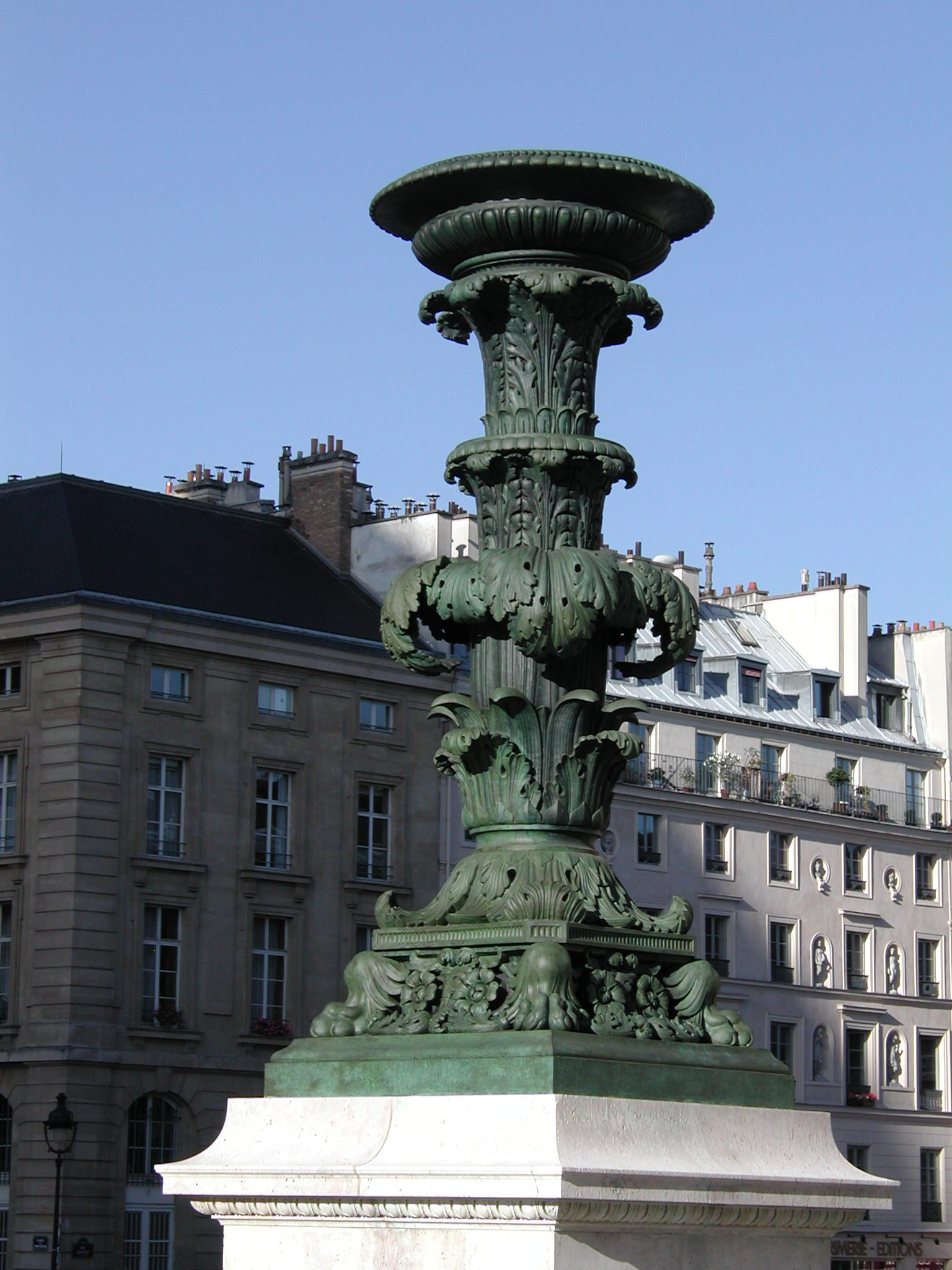
Candélabre.

## Dans la culture populaire
- Dans le film Le Château de verre de René Clément en 1950, une scène est tounée sur la place et au sommet de l'église avec Michèle Morgan et Jean Marais.
- Dans le film L'Homme de Rio (sorti en 1964) de Philippe de Broca, une scène est tournée sur la place.
- Dans Le Corniaud de Gérard Oury, on assiste à la collision, au début du film, entre la 2CV de Bourvil et la Bentley de Louis de Funès.
- Dans La Gifle de Claude Pinoteau, sorti en 1974, on y voit des manifestations d'étudiants, les allées et venues de Lino Ventura, d'Isabelle Adjani, etc.
- La chanson de Patrick Bruel Place des grands hommes sortie en 1990, fait référence à la place du Panthéon.